# Эльффорс Эльфстрём, Ханна
Ханна Эльффорс Эльфстрём (швед. Hanna Elffors Elfström; род. 18 марта 1995 года, Швеция) — шведская актриса кино. Известна по роли Анны Андерссон в фильме «Всё включено: Каникулы в Греции» и его сиквелам.

## Фильмография
| Год  | Название                           | Персонаж |
| ---- | ---------------------------------- | -------- |
| 2009 | Такие разные                       |          |
| 2012 | Настоящие люди (сериал)            | Эмма     |
| 2012 | Всё включено: Каникулы в Греции    | Анна     |
| 2013 | Всё включено 2: Галопом по Европам | Анна     |
| 2014 | Всё включено 3: Суне в горах       | Анна     |